# Odontomachus
Odontomachus és un gènere de formigues que es troben a les regions tropicals i subtropicals de tot el món. Les seves espècies són principalment carnívores, per bé que mengen també nèctar, melassa i fruites madures.

## Descripció
Comunament conegudes pels anglòfons com a "formigues de la mandíbula parany", les espècies del gènere Odontomachus tenen un parell de grans mandíbules rectes, que es poden obrir fins a 180 graus. Aquestes mandíbules es tanquen per un mecanisme intern, i poden tancar-se de cop sobre la presa o objecte mentre els pèls sensorials a l'interior de les mandíbules es toquen. Les mandíbules són potents i ràpides, i donen a la formiga el seu nom comú. Les mandíbules o bé maten o bé mutilen la presa, de manera que la formiga pugui portar-la de tornada al niu. Les formigues Odontomachus simplement poden bloquejar l'adversari i mossegar de nou si amb una mossegada no n'hi ha prou, o fer servir les mandíbules per tallar els aliments més grans en parts. Les mandíbules també permeten moviments lents i els són molt útils per a altres tasques com la construcció del niu i la cura de les larves.

## Mimetisme
Les aranyes saltadores del gènere Enoplomischus semblen imitar aquest gènere de formigues.

## Distribució
Les espècies d'Odontomachus es troben a Centreamèrica, a Sud-amèrica, a l'Àsia tropical, Austràlia i l'Àfrica.

## Espècie
El gènere Odontomachus inclou 73 espècies:
- Odontomachus aciculatus F. Smith, 1863
- Odontomachus affinis Guerin-Meneville, 1844
- Odontomachus allolabis Kempf, 1974
- Odontomachus angulatus Mayr, 1866
- Odontomachus animosus F. Smith, 1860
- Odontomachus assiniensis Emery, 1892
- Odontomachus banksi Forel, 1910
- Odontomachus bauri Emery, 1892
- Odontomachus biolleyi Forel, 1908
- Odontomachus biumbonatus Brown, 1976
- Odontomachus bradleyi Brown, 1976
- Odontomachus brunneus (Patton, 1894)
- Odontomachus caelatus Brown, 1976
- Odontomachus cephalotes F. Smith, 1863 (Indonèsia, Austràlia, etc.)
- Odontomachus chelifer (Latreille, 1802)
- Odontomachus circulus M. Wang, 1993
- Odontomachus clarus Roger, 1861
- Odontomachus coquereli Roger, 1861
- Odontomachus cornutus Stitz, 1933
- Odontomachus erythrocephalus Emery, 1890
- Odontomachus floresensis Brown, 1976 (Indonèsia: Flores)
- Odontomachus fulgidus M. Wang, 1993
- Odontomachus granatus M. Wang, 1993
- Odontomachus haematodus (Linnaeus, 1758) (Sud-amèrica, introduït a Austràlia prior a 1876)
- Odontomachus hastatus (Fabricius, 1804)
- Odontomachus imperator Emery, 1887
- Odontomachus infandus F. Smith, 1858
- Odontomachus insularis Guerin-Meneville, 1844
- Odontomachus laticeps Roger, 1861
- Odontomachus latidens Mayr, 1867
- Odontomachus latissimus Viehmeyer, 1914
- Odontomachus macrorhynchus (Bernstein, 1861)
- Odontomachus malignus F. Smith, 1859
- Odontomachus mayi Mann, 1912
- Odontomachus meinerti Forel, 1905
- Odontomachus montanus Stitz, 1925
- Odontomachus monticola Emery, 1892
- Odontomachus mormo Brown, 1976
- Odontomachus nigriceps F. Smith, 1860
- Odontomachus opaciventris Forel, 1899
- Odontomachus opaculus Viehmeyer, 1912
- Odontomachus panamensis Forel, 1899
- Odontomachus papuanus Emery, 1887
- Odontomachus peruanus Stitz, 1933
- Odontomachus pseudobauri De Andrade, 1994
- Odontomachus rixosus F. Smith, 1857
- Odontomachus ruficeps F. Smith, 1858 (Austràlia)
- Odontomachus rufithorax Emery, 1911
- Odontomachus ruginodis M.R. Smith, 1937
- Odontomachus saevissimus F. Smith, 1858
- Odontomachus scalptus Brown, 1978
- Odontomachus silvestrii W.M. Wheeler, 1927
- Odontomachus simillimus F. Smith, 1858 (Austràlia, Fiji, etc.)
- Odontomachus spinifer De Andrade, 1994
- Odontomachus spissus Kempf, 1962
- Odontomachus sumbensis Brown, 1976
- Odontomachus tensus M. Wang, 1993
- Odontomachus testaceus Emery, 1897
- Odontomachus troglodytes Santschi, 1914 (Àfrica, Madagascar, Seychelles)
- Odontomachus turneri Forel, 1900 (Austràlia)
- Odontomachus tyrannicus F. Smith, 1859
- Odontomachus unispinosus (Fabricius, 1793)
- Odontomachus xizangensis M. Wang, 1993
- Odontomachus yucatecus Brown, 1976